# Asociación de Fútbol Profesional de Santa Elena
La Asociación de Fútbol Profesional de Santa Elena  es un subdivisión de la Federación Deportiva de Santa Elena en el Ecuador. Funciona como asociación de equipos de fútbol dentro de la Provincia de Santa Elena. Bajo las siglas AFPSE, esta agrupación está afiliada a la Federación Ecuatoriana de Fútbol el día miércoles 1 de abril del 2020, cambia de nombre de lo que anteriormente era conocida como Asociación de Fútbol No Amateur de Santa Elena, en la cual hace que todos sus clubes afiliados pasaron de ser "especializados formativos" a ser "clubes profesionales".
La AFPSE incluye los siguientes equipos:

## Clubes Afiliados
| 1  | Club Atlético Porteño                                                                            | Salinas     |
| 2  | Club Deportivo Juvenil Carlos Borbor Reyes                                                       | Salinas     |
| 3  | Club Atlético Espartanos                                                                         | Salinas     |
| 4  | Lobos Máster Fútbol Club                                                                         | Salinas     |
| 5  | [[Archivo:\|20x20px\|border\|Bandera de Santa Elena (Ecuador)]] Club Deportivo Sport Bilbao SV   | Anconcito   |
| 6  | [[Archivo:\|20x20px\|border\|Bandera de Santa Elena (Ecuador)]] Santa Elena Sporting Club        | Santa Elena |
| 7  | [[Archivo:\|20x20px\|border\|Bandera de Santa Elena (Ecuador)]] Dreamers Fútbol Club             | Santa Elena |
| 8  | [[Archivo:\|20x20px\|border\|Bandera de Santa Elena (Ecuador)]] Club Deportivo Santa Elena Sumpa | Santa Elena |
| 9  | [[Archivo:\|20x20px\|border\|Bandera de Santa Elena (Ecuador)]] Peninsulares Fútbol Club         | Santa Elena |
| 10 | [[Archivo:\|20x20px\|border\|Bandera de Santa Elena (Ecuador)]] Cobras Fútbol Club               | Santa Elena |
| 11 | Barracuda Fútbol Club                                                                            | Salinas     |
| 12 | Huancavilca Sporting Club                                                                        | La Libertad |

| 1  | [[Archivo:\|20x20px\|border\|Bandera de Santa Elena (Ecuador)]] Club Deportivo Chanduy     | Santa Elena             |
| 2  | Club Deportivo Salinas                                                                     | Salinas                 |
| 3  | Salinas Fútbol Club                                                                        | Salinas                 |
| 4  | Club Deportivo Independiente Salinas                                                       | Salinas                 |
| 5  | Club Deportivo Salinas Internacional                                                       | Salinas                 |
| 6  | Club Deportivo Especializado 3E                                                            | Salinas                 |
| 7  | [[Archivo:\|20x20px\|border\|Bandera de Santa Elena (Ecuador)]] Club Deportivo Santa Elena | Santa Elena             |
| 8  | [[Archivo:\|20x20px\|border\|Bandera de Santa Elena (Ecuador)]] Club Deportivo Municipal   | Santa Elena             |
| 9  | [[Archivo:\|20x20px\|border\|Bandera de Santa Elena (Ecuador)]] Amazonas SV                | Santa Elena             |
| 10 | Atlético Libertad                                                                          | La Libertad             |
| 11 | Club Deportivo Daring                                                                      | José Luis Tamayo (Muey) |
| 12 | [[Archivo:\|20x20px\|border\|Bandera de Santa Elena (Ecuador)]] Andes de Ancón             | Ancón                   |
| 13 | [[Archivo:\|20x20px\|border\|Bandera de Santa Elena (Ecuador)]] Club Sport Ecuador         | Montañita               |

### Campeonatos
| Equipo                                     | Campeonatos | Subcampeonatos | Años campeón                 |
| ------------------------------------------ | ----------- | -------------- | ---------------------------- |
| Club Deportivo Juvenil Carlos Borbor Reyes | 5           | 3              | 2010, 2011, 2013, 2016, 2019 |
| Club Atlético Porteño                      | 2           | 3              | 2017, 2018                   |
| Dep. Santa Elena                           | 2           | 1              | 2021, 2023                   |
| Club Deportivo Especializado 3E            | 2           | 0              | 2014, 2015                   |
| Luz Valdivia                               | 1           | 1              | 2024                         |
| Huancavilca Sporting Club                  | 1           | 1              | 2022                         |
| Santa Elena Sporting Club                  | 1           | 0              | 2020                         |
| Club Deportivo Independiente Salinas       | 1           | 0              | 2012                         |
| Club Deportivo Sport Bilbao SV             | 0           | 3              |                              |
| Club Atlético Bilbao                       | 0           | 1              |                              |
| Club Deportivo Salinas Internacional       | 0           | 1              |                              |